# Segnalazione subacquea
Una segnalazione subacquea è una forma di comunicazione gestuale usata durante un'immersione subacquea dai sommozzatori per comunicare sott'acqua.
Alcune attrezzature subacquee (come, talvolta, le maschere subacquee facciali) includono un sistema di comunicazione vocale, ma nella stragrande maggioranza dei casi e, in particolare, nell'ambito delle immersioni ricreative, questo è l'unico metodo utilizzato per comunicare.
Da notare che alcuni dei segnali hanno sia il ruolo di domanda che di risposta. Inoltre didattiche diverse talvolta insegnano segnali differenti, e lo stesso vale talvolta a seconda dello stato in cui ci si immerge. In ogni caso è buona abitudine concordare con i compagni di immersione i segnali prima di immergersi, in modo da non dar luogo a fraintendimenti pericolosi. Soprattutto è buona norma ricordare di comunicare, al compagno o alla guida,  tempestivamente quando nella bombola sono rimaste 100 atmosfere e quando si entra in riserva (50 atmosfere). 

## Segnali semplici
Nella maggior parte dei casi si utilizzano semplici segni.

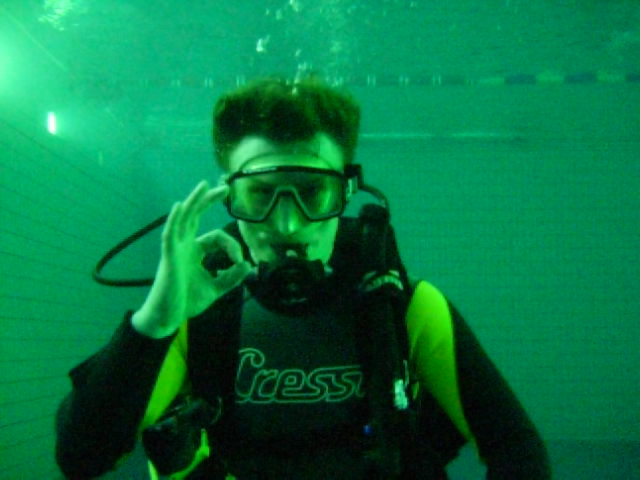
Come va? - Tutto ok!Un cerchio effettuato con pollice e indice, le altre dita distese.
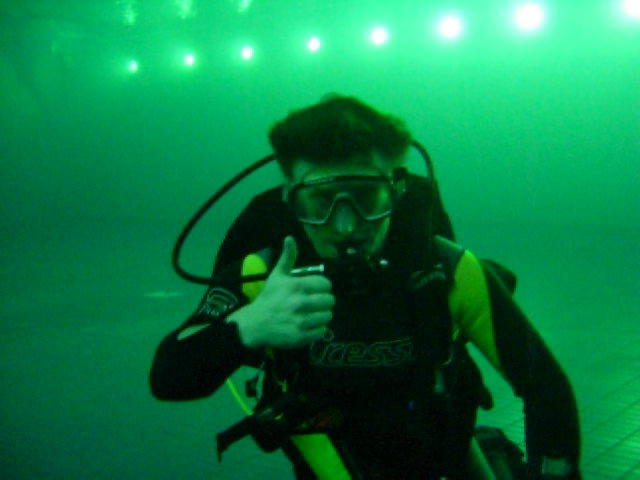
Risalire - Si risalePollice rivolto verso l'alto.
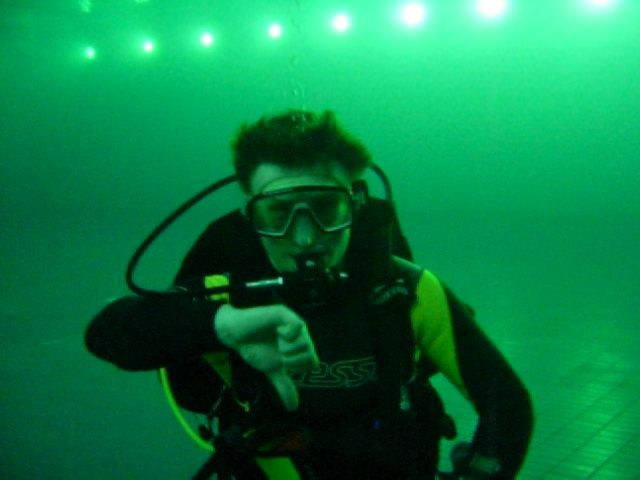
Scendere - Si scendePollice rivolto verso il basso.
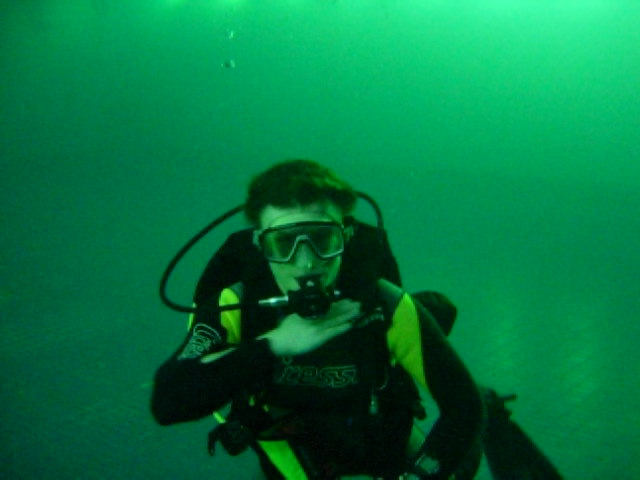
Ho finito l'aria - Dammi ariaMano distesa che "taglia" la gola.
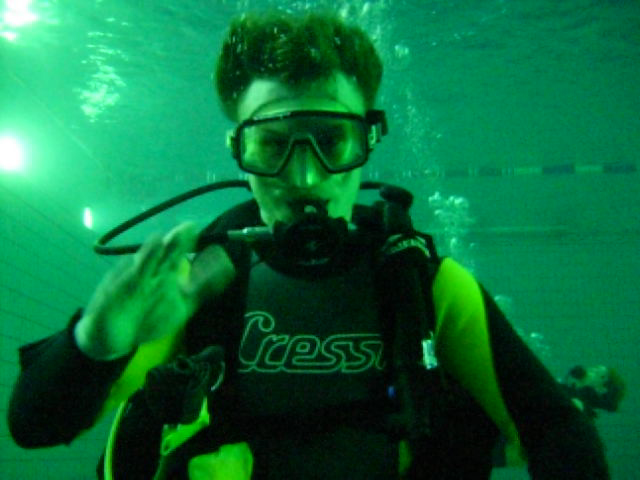
Ho un problemaMano distesa di fronte al busto che oscilla a sinistra e a destra.
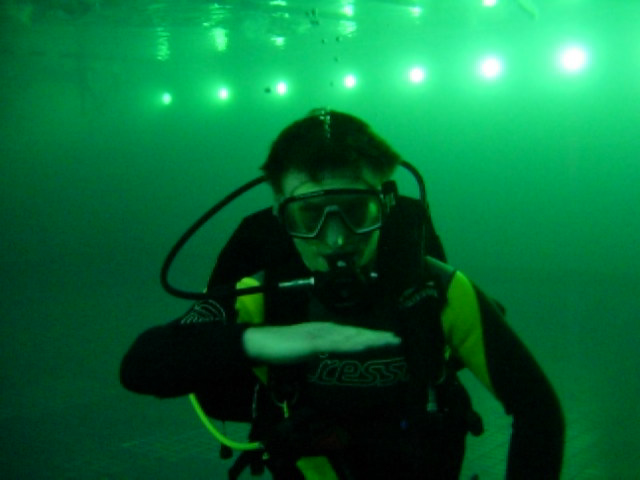
Mantenere la profonditàMano distesa , movimento orizzontale dell'avambraccio di fronte al busto.
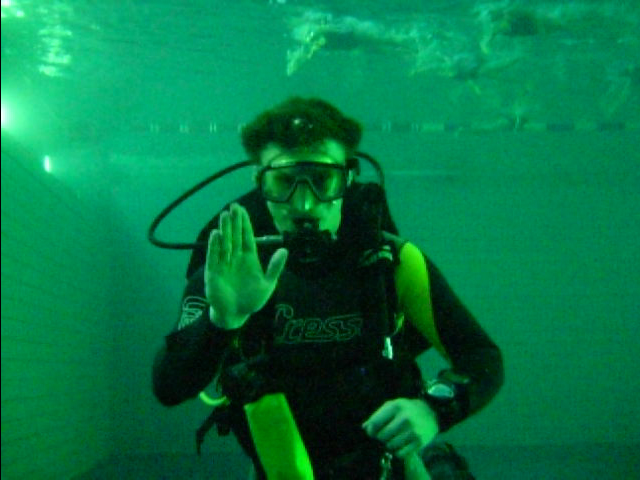
Alt! - AttenzioneMano distesa di piatto di fronte al busto (o con braccio alzato).
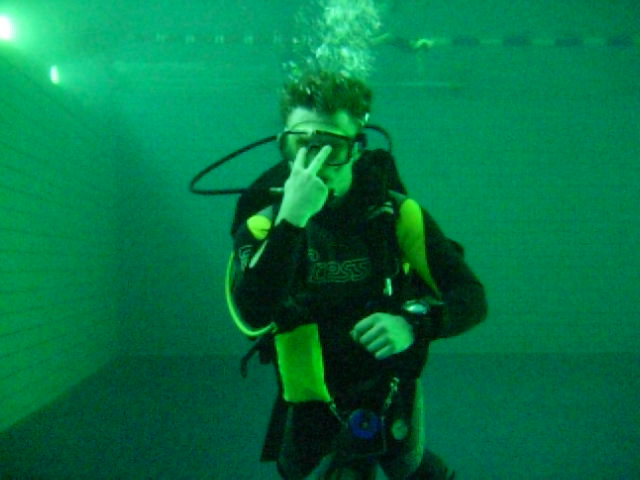
Guarda a...Indice e medio che puntano gli occhi.
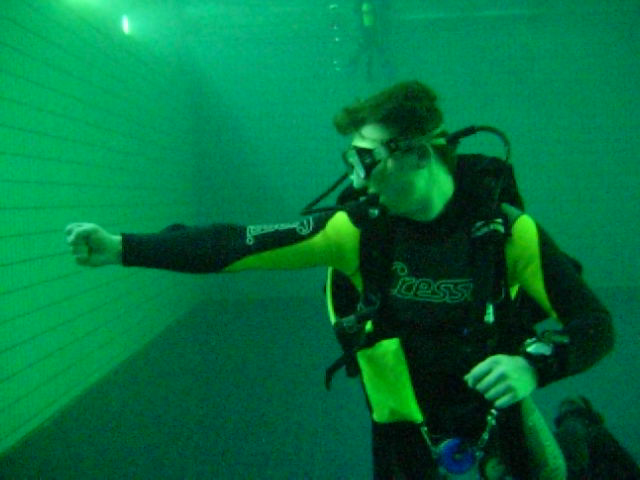
Pericolo!Braccio disteso, pugno chiuso.
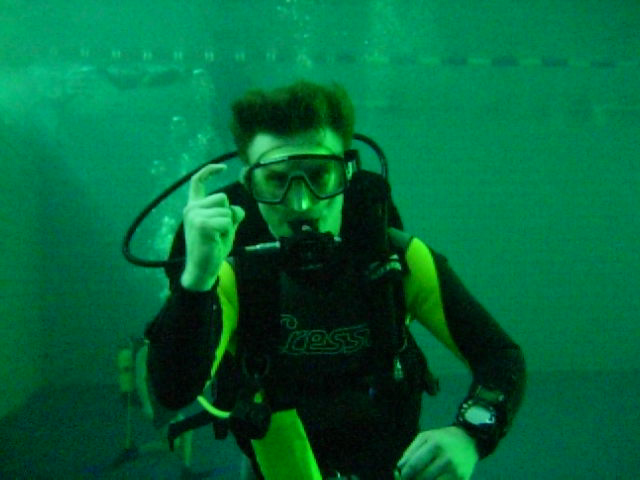
Domanda - Non ho capitoDita unite, movimento avanti-indietro di fronte alla maschera (o anche: mano chiusa, dito indice curvo).
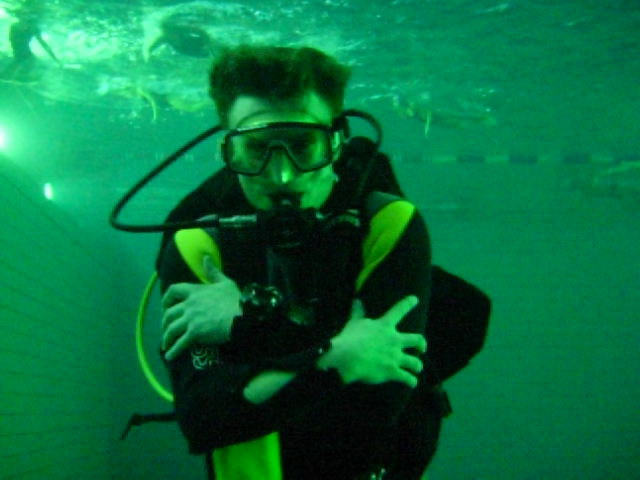
Ho freddoAbbracciarsi (o anche: fregarsi il braccio).
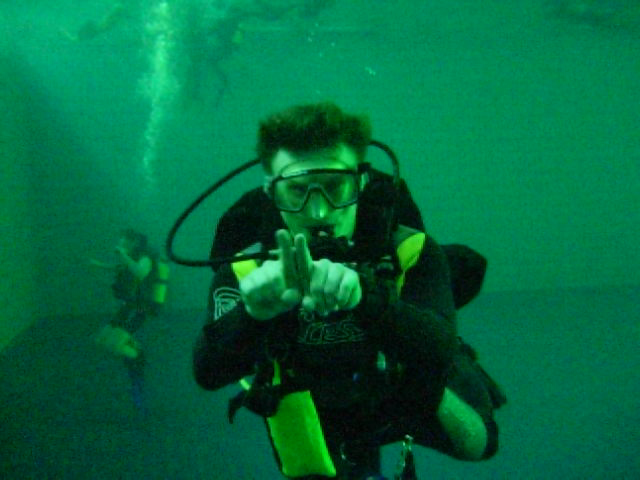
RaggrupparsiBraccia distese, avvicinare gli indici delle mani.
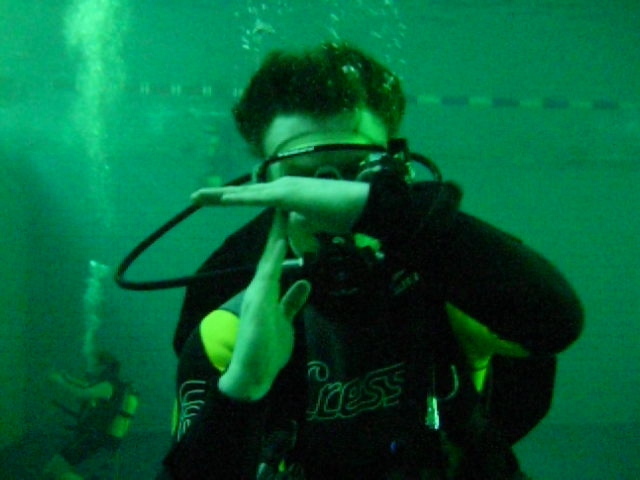
Ho 100 atmosfereMano distese posizionate a "T". Talvolta indica metà pressione, per via della capacità di 200 atmosfere delle bombole comunemente usate.
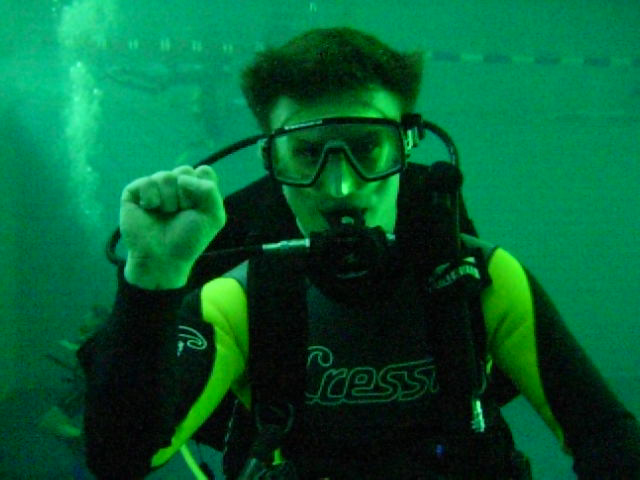
Ho 50 atmosfere - Sono in riservaMano chiusa a pugno, indica che si hanno solo 50 atmosfere.
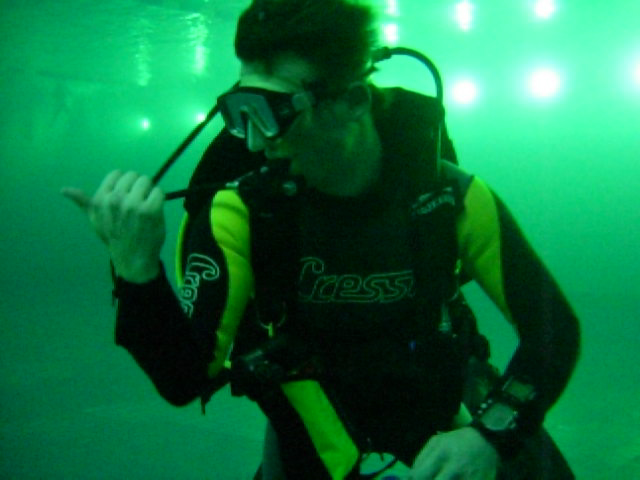
Andiamo di la!Mano rivolta verso la direzione da prendere, oppure pollice che indica la direzione da prendere.
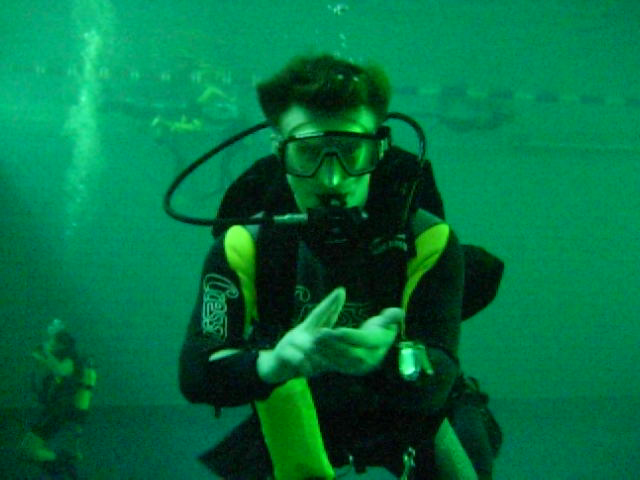
Guarda quanta aria rimaneIndice e medio di una mano sul palmo disteso dell'altra, oppure mostrare il manometro.

Vi sono inoltre altri segnali, tra i quali:
- Tu! - Là!
Braccio disteso, indice nella direzione del sub o a indicare qualcosa;
- Io
Indice rivolto verso se stessi;
- No!
Mano a pugno, indice alzato, scuotere la mano di fronte al compagno;

## Segnali con la torcia
Nel caso di un'immersione notturna o con scarsa luce si può utilizzare la torcia per comunicare, sia illuminando le proprie mani ed eseguendo i segnali normali, sia rivolti ai compagni; ad esempio:
- Ok!
Disegnare un cerchio in direzione del compagno (senza accecarlo) o sul fondo;
- C'è un problema
Muovere la torcia su e giù.

## Segnali di superficie
- Sonori:
Possono essere effettuati tramite un fischietto. Alcuni GAV sono dotati di fischietto, appeso al tubo corrugato o comunque al giubbotto. Una serie di suoni brevi indicano pericolo, oppure tre suoni brevi tre lunghi ed altri tre brevi (...---...) per dare l'SOS.

- Sirena:
La sirena per funzionare sfrutta l'aria della bombola. Viene montata tra la frusta della bassa pressione ed il dispositivo di gonfiaggio (VIS). Emette al passaggio dell'aria un suono forte, che è udibile anche a grande distanza (da tenere lontano dall'orecchio quando si utilizza).

## Fonti
- Codici Comunicazione Archiviato il 22 settembre 2011 in Internet Archive. CMAS